# A Million Trillion Stars
A Million Trillion Stars è il secondo album in studio del duo statunitense Boomkat, pubblicato nel 2008.

## Tracce
1. Run Boy (Here I Come) - 3:09
2. Lonely Child - 3:55
3. Stomp - 3:08
4. Runaway - 3:20
5. Elated - 4:21
6. Not My Fault - 3:30
7. Four Track Dub - 4:30
8. Don't Be So Shy - 3:35
9. Instead - 3:56
10. Fall on Me - 3:59
11. Wish I Could - 3:55
12. Burn - 3:27
13. Say Hi - 4:26
14. Dressed in Grief - 4:44

## Formazione
- Kellin Manning
- Taryn Manning